# Urząd do Spraw Kombatantów i Osób Represjonowanych
Urząd do Spraw Kombatantów i Osób Represjonowanych – polski centralny urząd administracji rządowej, którego zadaniem jest podejmowanie działań w celu zapewnienia kombatantom oraz ofiarom represji wojennych i okresu powojennego XX w. niezbędnej pomocy i opieki oraz należnego im szacunku i pamięci.

## Podstawy prawne
Urząd do Spraw Kombatantów i Osób Represjonowanych działa na podstawie ustawy z dnia 24 stycznia 1991 o kombatantach oraz niektórych osobach będących ofiarami represji wojennych i okresu powojennego. Realizuje także zadania wyznaczone przez inne akty prawne, m.in. ustawę z dnia 31 maja 1996 o świadczeniu pieniężnym przysługującym osobom deportowanym do pracy przymusowej oraz osadzonym w obozach pracy przez III Rzeszę i Związek Socjalistycznych Republik Radzieckich.

## Historia i działalność
Poprzednikiem UDSKiOR w okresie PRL był Urząd do Spraw Kombatantów. W latach 1972–1982 instytucja ta funkcjonowała na prawach ministerstwa, a w latach 1982–1987 jako urząd centralny podległy premierowi. Na czele struktury stał gen. dyw. Mieczysław Grudzień, kolejno jako minister do spraw kombatantów (1972–1981), kierownik urzędu (1981–1982) i prezes urzędu (1982–1987). Po rozwiązaniu jednostki sprawy kombatantów przejęło Ministerstwo Pracy i Polityki Socjalnej.
Urząd do Spraw Kombatantów i Osób Represjonowanych utworzony został w 1991. Podlegał początkowo Prezesowi Rady Ministrów, a od 1997 ministrowi właściwemu do spraw zabezpieczenia społecznego. Urzędem kierował Kierownik, powoływany i odwoływany przez Prezesa Rady Ministrów. Kierownikowi UDSKiOR przysługiwał tytuł sekretarza stanu, a jego zastępcy – podsekretarza stanu. Po zmianach z maja 2014 r. w miejsce Kierownika powoływany jest Szef UDSKiOR.
Kierownicy:
- Zbigniew Zieliński (1991–1992)
- Janusz Odziemkowski (1992–1994)
- Adam Dobroński (1994–1997)
- Jacek Taylor (1997–2001)
- Jerzy Woźniak (w 2001)
- Jan Turski (2001–2006)
- Janusz Krupski (2006–2010)
- Jan Stanisław Ciechanowski (2010–2014, 2010–2013 jako p.o.)

Szefowie:
- Jan Stanisław Ciechanowski (2014–2016)
- Jan Józef Kasprzyk (2017–2024, od 2016 jako p.o.)
- Lech Parell (od 2024)[9]

Wśród szczegółowych zadań Urzędu znajduje się m.in. podejmowanie inicjatyw związanych z kultywowaniem i upowszechnianiem tradycji walk o niepodległość i suwerenność Rzeczypospolitej Polskiej oraz pamięci o ofiarach wojny i okresu powojennego, a także wydawanie zaświadczeń osobom, którym zostały przyznane uprawnienia kombatanckie.
Urząd wydaje także miesięcznik „Kombatant” – czasopismo skierowane do kombatantów oraz osób zainteresowanych historią najnowszą (można je bezpłatnie pobrać w formacie PDF z serwisu internetowego urzędu).

## Budżet, zatrudnienie i wynagrodzenia
Wydatki i dochody Urzędu do Spraw Kombatantów i Osób Represjonowanych są realizowane w części 54 budżetu państwa.
W 2017 wydatki Urzędu wyniosły 48,13 mln zł, a dochody 0,04 mln zł. Przeciętne zatrudnienie w przeliczeniu na pełne etaty wyniosło 143 osoby, a średnie miesięczne wynagrodzenie brutto 6058 zł.
W ustawie budżetowej na 2017 wydatki Urzędu do Spraw Kombatantów i Osób Represjonowanych zaplanowano w wysokości 37,19 mln zł.